# PAX4
PAX4‏ (Paired box 4) هوَ بروتين يُشَفر بواسطة جين PAX4 في الإنسان.